# Bert Schneider
Berton "Bert" Schneider, född 5 maj 1933 i New York i New York, död 12 december 2011 i Los Angeles i Kalifornien, var en amerikansk filmproducent.
Schneider kom från en judisk överklassfamilj. Han utbildade sig på Cornell University men relegerades 1953 för spelande, kvinnohistorier och usel disciplin rent allmänt. 1954 äktade han Judy Feinstein. Familjen var engagerad i filmverksamhet på östkusten men Schneider flyttade 1965 till Hollywood, på vännen Bob Rafelsons uppmaning.
Mötet med den kaliforniska hippiekulturen ledde till att Schneider ägnade sig åt ett frosseri i sex och droger men han uppvisade parallellt med detta stor kreativitet. Tillsammans med Rafelson producerade han TV-serien om The Monkees men tröttnade på detta koncept efter några år. Schneider lät sitt produktionsbolag Raybert (senare BBS) finansiera Peter Fondas och Dennis Hoppers film Easy Rider efter att de haft konflikter med bolaget API. Schneider assisterade med stor skicklighet vid tillkomsten av Easy Rider där hans största roll gick ut på att hantera den oberäknelige Hopper. Schneider såg även till att ge Jack Nicholson en roll i filmen enbart för att denne skulle agera medlare mellan Fonda och Hopper. Schneider förmådde även Columbia Pictures att distribuera filmen. Då Easy Rider överraskande nog blev en stor framgång innebar detta ett genombrott för Schneider som en modern och oberoende producent. Med Columbia i ryggen öppnade hans produktionsbolag ett kontor på 933 North LaBrea som under en period ansågs vara den trendigaste platsen i Hollywood. Den 8 februari 1971 (för övrigt samma natt som en jordbävning med 68 dödsoffer drabbade Kalifornien) kollapsade Schneiders äktenskap med Judy. Schneider flyttade till en stor bungalow och inledde en långvarig relation med skådespelerskan Candice Bergen och hans hem blev känt för sina många storslagna fester. Schneider umgicks vid denna tid med radikaler som Huey Newton. Från 1972 började han tröttna på BBS och bolaget upplevde en smärre ekonomisk nedgång. Hans politiska intressen gjorde att han spelade in en dokumentär om Vietnamkriget, Hearts and Minds, som hade premiär i december 1974. Schneiders relation med Bergen tog slut i mars 1975. Den 8 april 1975 mottog Schneider en Oscar i kategorin ”Bästa dokumentärfilm” för Hearts and Minds. Han chockade (och gladde) delar av publiken genom att vid utdelningen läsa upp en hälsning ”till det amerikanska folket” från den provisoriska revolutionära regeringen i Sydvietnam. Schneiders karriär började dock stagnera efter 1975 även om han 1978 producerade Terrence Malicks film Himmelska dagar med bl.a. Richard Gere. Personliga problem och förändrade politiska vindar under 1980-talet gjorde att Schneider helt slutade med film. Han bodde under många år granne med Jack Nicholson.

## Filmografi (urval)
- 1968 – The Monkees (TV-serie)
- 1968 – Head
- 1969 – Easy Rider
- 1971 – Den sista föreställningen
- 1974 – Hearts and Minds
- 1978 – Himmelska dagar